# Well he would, wouldn't he?

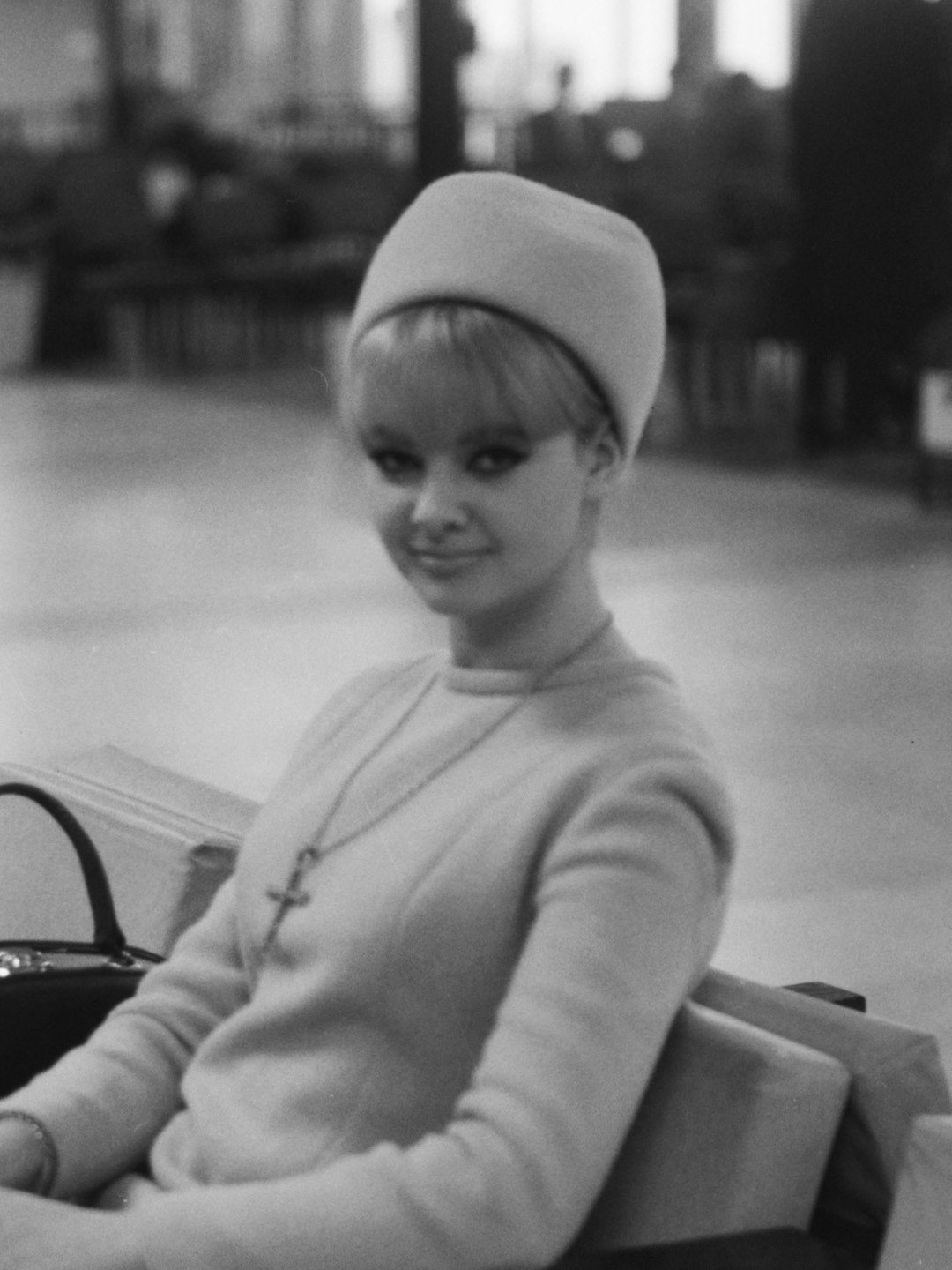
Mandy Rice-Davies pronunció la frase.

Well he would, wouldn't he? («Bueno, lo haría, ¿no?»)  es una frase y un aforismo político británico que se usa comúnmente como réplica a una negación interesada.
La frase la dijo la modelo galesa Mandy Rice-Davies durante el juicio de 1963 al osteópata británico Stephen Ward. Ward había sido convertido en chivo expiatorio del caso Profumo, un escándalo que involucraba al secretario de Estado para la Guerra, John Profumo. Profumo había tenido una relación extramatrimonial con la amiga de Rice-Davies, la modelo Christine Keeler, mintió sobre esa aventura al Parlamento y luego admitió públicamente que había engañado a la Cámara. Ward fue juzgado por vivir de las ganancias de la prostitución; la fiscalía alegó que miembros de la élite británica pagaron a Rice-Davies y Keeler por sexo y que luego le pagaron a Ward con sus ganancias. Durante el juicio, el abogado de Ward, James Burge, le preguntó a Rice-Davies si sabía que Lord Astor había negado haber tenido una aventura con ella; Rice-Davies respondió: Well he would, wouldn't he? («Bueno, lo haría, ¿no?»).
Desde su adopción generalizada tras el juicio de Ward, los comentaristas políticos, expertos en comunicaciones y psicólogos han interpretado Well he would, wouldn't he? como frase política que se utiliza para indicar que el hablante cree que otra persona está haciendo una negación interesada. También han afirmado que la frase funciona como una réplica de sentido común a las mentiras de las figuras políticas de la élite. La frase ha estado incluida en el Oxford Dictionary of Quotations desde 1979.

## Antecedentes

### Caso Profumo
El caso Profumo afectó al secretario de Estado para la Guerra, John Profumo, quien a partir de julio de 1961 mantuvo una relación extramatrimonial con la modelo Christine Keeler. Lo negó ante la Cámara de los Comunes en 1963, cuando la vida privada de Keeler se hizo pública; Semanas más tarde se descubrió que había engañado al Parlamento. El escándalo dañó gravemente el gobierno conservador de Harold Macmillan, que en octubre de 1963 dimitió por motivos de mala salud. El interés por el escándalo se vio acrecentado por la implicación de Keeler con Yevgeny Ivanov, agregado naval de la embajada soviética, lo que significaba un posible riesgo para la seguridad nacional. Keeler conoció a Ivanov y Profumo a través de su amistad con Stephen Ward, un osteópata y miembro de la alta sociedad que alquiló una cabaña en los terrenos de la finca Cliveden — donde Keeler y Profumo se conocieron — a Lord Astor.

### Investigación y juicio de Stephen Ward
Después de que Profumo revelara que había mentido, la policía comenzó a investigar a Ward, quien fue arrestado y acusado de vivir «total o parcialmente de las ganancias de la prostitución». La policía basó su caso en acusaciones de que a Keeler y su amiga Mandy Rice-Davies, una corista y modelo galesa, les habían pagado por tener sexo y posteriormente le habían dado dinero a Ward. Rice-Davies estuvo brevemente encarcelada en la prisión de Holloway hasta que aceptó testificar contra Ward. En un artículo de 2014 en The Guardian, el abogado Geoffrey Robertson afirmó que el gobierno de Macmillan la había arrestado para obligarla a declarar.

## Interrogatorio y expresión
El 28 de junio de 1963, Rice-Davies fue interrogada en el proceso de internamiento de Ward en el tribunal de magistrados de Marylebone, compareciendo el día después de Keeler. El periodista Clive Irving, en su libro sobre la cronología del caso Profumo — Scandal '63 — escribió que Rice-Davies

wore a simple, grey dress and a hat of red petals, and unlike Miss Keeler she had a simple spontaneity ... Miss Rice-Davies's voice bubbled up and conquered the architecture. She seemed not bright enough to be a liar, and the drift of the questioning obviously eluded her. Her face ... was pale, like Keeler's, and her eyes had the same heavy make-up, which began to run when a hot sun came through the skylight of the court.
llevaba un sencillo vestido gris y un sombrero de pétalos rojos y, a diferencia de la señorita Keeler, tenía una espontaneidad simple... La voz de la señorita Rice-Davies burbujeó y conquistó la arquitectura. No parecía lo suficientemente inteligente como para mentir y, evidentemente, se le escapaba el sentido del interrogatorio. Su rostro .... estaba pálido, como el de Keeler, y sus ojos tenían el mismo maquillaje pesado, que comenzó a correrse cuando un sol ardiente atravesó el tragaluz de la corte.

Durante el proceso, el abogado de Ward, James Burge, la interrogó sobre su presunto romance con Lord Astor. La pregunta de Burge a Rice-Davies se formula de diversas formas: «Do you know Lord Astor has made a statement to the police saying that these allegations of yours are absolutely untrue?» («¿Sabe que Lord Astor ha hecho una declaración a la policía diciendo que estas acusaciones suyas son absolutamente falsas?») a «Are you aware that Lord Astor denies any impropriety in his relationship with you?» («¿Es usted consciente de que Lord Astor niega cualquier irregularidad en su relación con usted?»). Se informa que Rice-Davies respondió: «Well he would, wouldn't he?» («Bueno, lo haría, ¿no?»), lo que fue recibido con risas. Los periódicos también informaron que Burge y Rice-Davies tuvieron el siguiente intercambio:

James Burge: Do you know the Indian doctor has made a statement to the police saying that these allegations are absolutely untrue?

Mandy Rice-Davies: I can't help that, can I?
James Burge: ¿Sabe que el médico indio ha hecho una declaración a la policía diciendo que estas acusaciones son absolutamente falsas?

Mandy Rice-Davies: No puedo evitarlo, ¿verdad?

La respuesta de Rice-Davies a Lord Astor fue ampliamente difundida en la prensa el día después de su testimonio; el Evening Standard presentó la frase encima del titular en su portada.

## Uso y análisis
«Well he would, wouldn't he?» es un aforismo. La frase se utiliza como réplica a una negación interesada. Se ha interpretado en términos políticos, retóricos y lingüísticos como una oposición a las elites políticas, una respuesta irónica a la crítica interesada y un medio para desestimar la opinión de una persona.

### Uso político

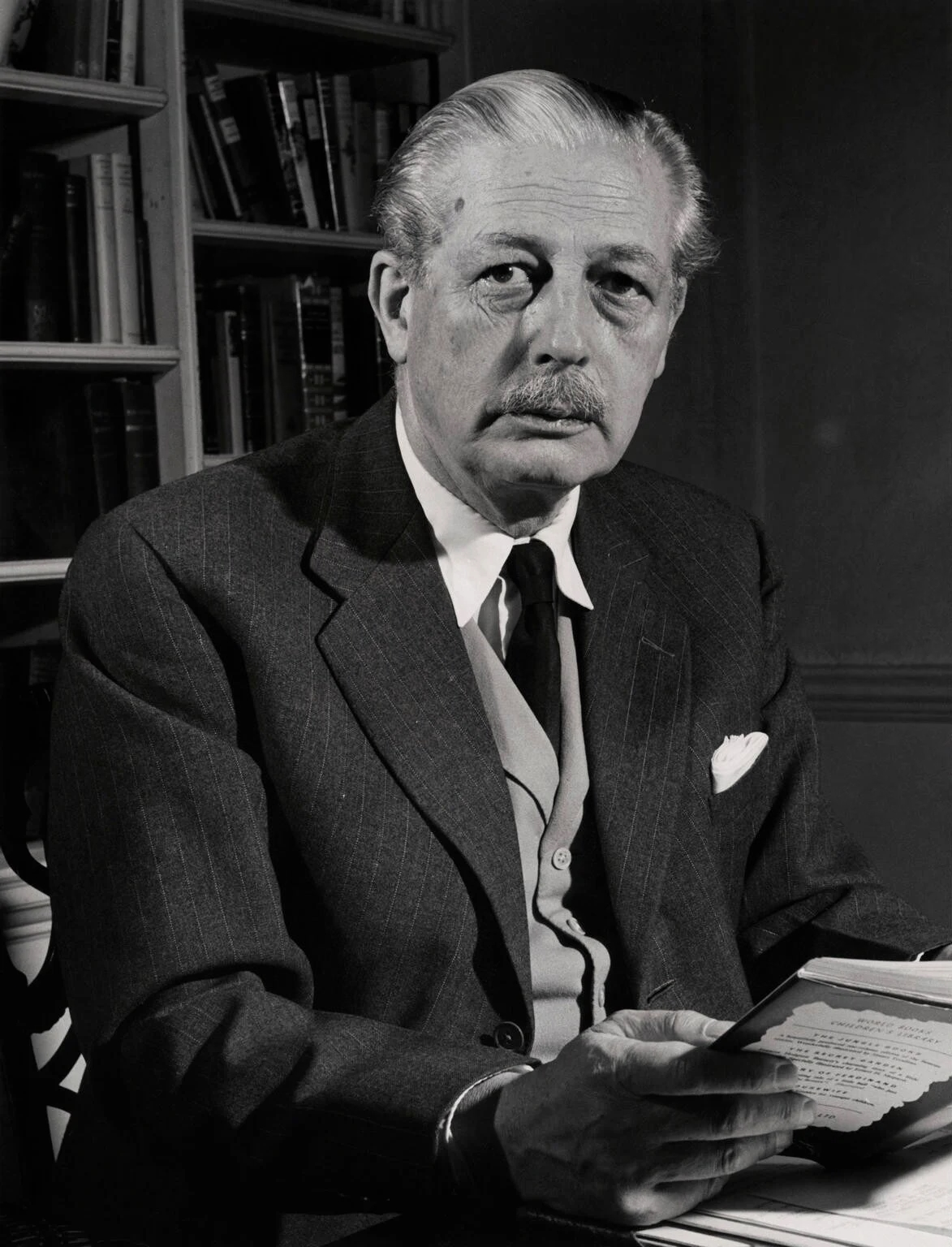
Harold Macmillan, primer ministro cuyo gobierno resultó gravemente dañado por el caso Profumo.

Como frase política: «Well he would, wouldn't he?» ha sido interpretado como una forma de desafío contra figuras políticas de élite. The Scotsman y The New York Times, en sus obituarios de Rice-Davies, escribieron que su respuesta representaba «una nueva falta de deferencia» por parte de la gente común hacia las figuras políticas de los gobiernos de austeridad posteriores a la Segunda Guerra Mundial, y The Independent comentaron que «se convirtió en un potente símbolo de los tiempos cambiantes». Robert McCrum, en su reseña de la biografía de Bronwen Astor escrita por Peter Stanford, afirmó que la frase estaba «entre las frases más devastadoras pronunciadas en lengua inglesa en el último medio siglo», y que provocó que la «cuidadosa reconstrucción de las certezas sociales anteriores a la guerra» del gobierno de Macmillan quedara «finalmente expuesta como absolutamente fraudulenta». En un artículo de 2015, Gerard Hastings, experto en mercadotecnia social, escribió que la frase captaba la idea de intereses creados, y que con su expresión, Rice-Davies había expuesto que las personas en posiciones de poder están dispuestas a encubrir sus fechorías y poner sus propios intereses por encima de la seguridad nacional. Los psicólogos Derek Edwards y Jonathan Potter han sugerido que el uso del lenguaje corriente por parte de Rice-Davies socavó la autoridad de los abogados de élite y las negaciones de la aristocracia. El historiador Ged Martin dijo que la frase representa una perogrullada de que algunas pruebas presentadas en defensa propia deben dudarse «porque es inconcebible que su fuente haya dicho algo más».

### Análisis lingüístico
Los estudiosos han analizado «Well he would, wouldn't he?» en términos lingüísticos y retóricos como una declaración que utiliza una modalidad lingüística para descartar la opinión de otra persona como interesada, obvia o irrelevante. Daniel Carroll, Anne-Marie Simon-VandenBergen y Sonia Vandepitt dijeron que la frase es un ejemplo famoso de «modalización de la costumbre», que puede utilizarse para «presentar una opinión personal en términos de una regla general». Dijeron que la frase, como una declaración de «si entonces», permite al hablante presentar la expresión de un oponente como «demasiado obvia para ser digna de comentario' o irrelevante para la discusión», al tiempo que muestra que no están sorprendidos. El filósofo Timothy Williamson afirmó que la declaración de Rice-Davies era una explicación eficaz de la negación de Lord Astor porque su interés personal era evidente, independientemente de si ella estaba diciendo la verdad; sugirió que Rice-Davies podría haber dicho «Well he did, didn't he?» («Bueno, lo hizo, ¿no?»).
Edwards y Potter sostuvieron que la respuesta de Rice-Davies refutaba (mediante el uso del verbo modal «would»)  una crítica implícita de Lord Astor (que Rice-Davies estaba mintiendo) al sugerir irónicamente que era conocido como una persona interesada en sí misma. También afirmaron que la frase significa para el oyente que debido a que el hablante de la afirmación original tiene intereses propios, su opinión puede descartarse. Asimismo, las analistas de conversación Alexa Hepburn y Sally Wiggins escribieron en su libro Discursive Research in Practice de 2007 que la declaración de Rice-Davies debe evaluarse desde el punto de vista subjetivo de «el interés de Astor en el asunto» y su «claro motivo para mentir» más que de una declaración objetiva de la realidad.

## Legado
«Well he would, wouldn't he?» ha sido incluida en el Oxford Dictionary of Quotations (como «he would, wouldn't he») desde 1979, lo que, según su biógrafo Richard Davenport-Hines, «encantó» a Rice-Davies. En su obituario de Rice-Davies, The Washington Post dijo que la frase «la hizo querer por el público». La edición de 1992 del Dictionary of Catch Phrases de Eric Partridge afirma que la frase «reconoce la reacción exasperante y previsiblemente contraria de alguien conocido por el hablante».

### Libros y artículos de revistas
- Antaki, Charles; Horowitz, Ava (2010). «Using identity ascription to disqualify a rival version of events as 'interested'». Research on Language and Social Interaction (en inglés) 33 (2): 155-177. doi:10.1207/S15327973RLSI3302_2.
- Chorley, Matt (2023). Planes, Trains and Toilet Doors: 50 Places that Changed British Politics. Londres: William Collins. ISBN 978-0-00-862206-0.
- Edwards, Derek (2006). «Facts, norms and dispositions: practical uses of the modal verb would in police interrogations». Discourse Studies 8 (4): 475-501. doi:10.1177/1461445606064830.
- Edwards, Derek; Potter, Jonathan (1992). Discursive Psychology. Inquiries in Social Construction. Londres: Sage Publications. ISBN 978-0-8039-8442-4.
- Hastings, Gerard (2015). «'Well, he would say that, wouldn't he?'». Addiction 110 (8): 1226-1227. PMID 26173153. doi:10.1111/add.12965.
- Hepburn, Alexa; Wiggins, Sally (2007). Discursive Research in Practice. Cambridge University Press. ISBN 978-0-521-84929-6.
- Horne, Alistair (1989). «Profumo». Macmillan: The Official Biography 2. Frome, Somerset: Macmillan. pp. 571-597. ISBN 978-0-33-349621-3.
- Irving, Clive; Hall, Ron; Wallington, Jeremy (1964). Scandal '63: The Profumo Sensation: Complete. Londres: William Heinemann.
- Martin, Ged (2004). Past Futures: The Impossible Necessity of History. University of Toronto Press. ISBN 978-1-4426-2097-1. doi:10.3138/9781442620971.
- Thorpe, D. R. (2010). Supermac: The Life of Harold Macmillan. Vintage Digital. OCLC 1004975387.
- Williamson, Timothy (2020). Suppose and Tell: The Semantics and Heuristics of Conditionals. Oxford University Press. ISBN 978-0-19-886066-2. doi:10.1093/oso/9780198860662.001.0001.

### Diccionarios
- Davenport-Hines, Richard, «Davies, Marilyn Rice [known as Mandy Rice-Davies]»,  (en inglés), Oxford Dictionary of National Biography, (requiere suscripción).
- Knowles, Elizabeth, ed. (2014). Oxford Dictionary of Quotations. «Mandy Rice-Davies (1944–2014)». Oxford Dictionary of Quotations (8.º edición). Oxford University Press. ISBN 978-0-19-966870-0. doi:10.1093/acref/9780199668700.001.0001.
- Partridge, Eric (1992). Dictionary of Catch Phrases. Lanham, Maryland: Scarborough House. ISBN 978-1-46-166040-8.

### Artículos de periódico
- Cowell, Alan (19 de diciembre de 2014). «Mandy Rice-Davies, figure in Profumo scandal, dies at 70». The New York Times. Archivado desde el original el 2 de diciembre de 2023. Consultado el 13 de enero de 2024.
- Elliott, Chris (27 de enero de 2013). «The readers' editor on why that cheeky Mandy Rice-Davies quote needs no correction». The Guardian. Archivado desde el original el 20 de septiembre de 2023. Consultado el 27 de diciembre de 2023.
- Halls, Eleanor (27 de enero de 2020). «'It was just a pimple': how Mandy Rice-Davies shrugged off the Profumo affair, and spun a scandal into gold». The Daily Telegraph. Archivado desde el original el 7 de enero de 2024. Consultado el 7 de enero de 2024.
- Maume, Chris (20 de diciembre de 2014). «Obituaries: Mandy Rice-Davies». The Independent. p. 43. Consultado el 9 de enero de 2024.
- McCrum, Robert (27 de febrero de 2000). «She would, wouldn't she?». The Guardian. Archivado desde el original el 29 de noviembre de 2022. Consultado el 9 de enero de 2024.
- Robertson, Geoffrey (19 de diciembre de 2014). «Mandy Rice-Davies: fabled player in a very British scandal». The Guardian. Archivado desde el original el 26 de agosto de 2023. Consultado el 14 de enero de 2024.
- Sherwin, Adam (16 de diciembre de 2019). «BBC's The Trial of Christine Keeler gets famous 'he would ...' quote right». iNews. Archivado desde el original el 30 de octubre de 2022. Consultado el 27 de diciembre de 2023.
- Stanford, Peter (19 de diciembre de 2014). «Mandy Rice-Davies obituary». The Guardian. Archivado desde el original el 2 de octubre de 2023. Consultado el 13 de enero de 2024.
- Tonkin, Boyd (12 de enero de 2013). «Half a century after Profumo's fall, a different kind of deference still stifles us». The Independent. Archivado desde el original el 9 de julio de 2022. Consultado el 12 de enero de 2024.
- Tweedie, Neil (2 de diciembre de 2013). «The Profumo affair: 'It was decided that Stephen Ward had to die'». The Daily Telegraph. Archivado desde el original el 31 de octubre de 2021. Consultado el 6 de enero de 2024.

### Otros
- Carroll, Daniel; Simon-VandenBergen, Anne-Marie; Vandepitt, Sonia (1986). «Mood and modality in political interviews».  En van Eemeren, Frans H.; Grootendorst, Rob; Blair, J. Anthony et al., eds. Argumentation: Perspectives and Approaches. Conference on Argumentation 1986. Studies of Argumentation in Pragmatics and Discourse Analysis (PDA). 3A. Dordrecht: Foris Publications Holland. pp. 52-60. ISBN 90-6765-319-5. doi:10.1515/9783110869163.52 – via De Gruyter. (requiere suscripción).

- Datos: Q124047974